# Фонвизинская
«Фонви́зинская» — станция Московского метрополитена на Люблинско-Дмитровской линии. Расположена в Бутырском районе (СВАО); названа по улице Фонвизина. Открыта 16 сентября 2016 года в составе участка «Марьина Роща» — «Петровско-Разумовская». Пилонная трёхсводчатая станция глубокого заложения с одной островной платформой. Наряду со станциями «Верхние Лихоборы» и «Окружная» занимает второе место по глубине заложения (65 метров) после станции «Парк Победы».

## История
Название станции было утверждено 24 июня 2008 года постановлением Правительства Москвы на основании предложения городской межведомственной комиссии по наименованию территориальных единиц, улиц и станций метрополитена.
Первоначально открытие станции планировалось на 2013 год. Изначальные варианты названия — «Бутырский Хутор», «Останкино».
В 2012—2014 годах движение по Огородному проезду и улице Милашенкова было ограничено для обеспечения строительства станции.
17 июля 2012 года постановлением Правительства Москвы № 334-ПП утверждён проект планировки участка Люблинско-Дмитровской линии, к которому относится станция «Фонвизинская».
В конце августа 2012 года на строительстве станции «Фонвизинская» завершена проходка шахтного ствола до проектной глубины 65 метров. 21 сентября звено проходчиков замкнуло первое прорезное кольцо тоннельной обделки руддвора. По состоянию на март 2013 года велась проходка горизонтальных тоннелей, как перегонных (для поездов), так и стационарных, а также эскалаторных наклонов.
В феврале 2014 года завершена проходка одного из двух тоннелей до станции «Петровско-Разумовская».
В марте 2014 года сроки сдачи с декабря 2014 года перенесены на сентябрь 2015 года. Заммэра Марат Хуснуллин заявил, что возникло большое количество проблем, начиная от валунов, заканчивая задержкой тюбинга из Днепропетровска в связи с ситуацией на Украине. В декабре 2014 года власти Москвы вновь сдвинули сроки ввода станции на 2016 год.
В феврале 2016 года было перекрыто движение на улице Милашенкова и Огородном проезде для организации строительства вестибюлей, на самих станциях велись отделочные работы.
Станция была открыта 16 сентября 2016 года в составе участка «Марьина Роща» — «Петровско-Разумовская», после ввода в эксплуатацию которого в Московском метрополитене стало 203 станции.
| - Зал станции до оформления 3D-картинками - Старый указатель с направлением выходов в город - Поезд 81-720-721 «Яуза» на станции |

## Расположение и вестибюли
Станция расположена в Бутырском районе Москвы, на улице Милашенкова между станциями «Бутырская» и «Петровско-Разумовская». У станции два подземных вестибюля, расположенных в торцах платформы; вестибюли совмещены с подземными пешеходными переходами: первый, южный — у слияния улиц Милашенкова, Фонвизина, Добролюбова и Огородного проезда, второй, северный — на улице Милашенкова возле домов № 6 и 7 (у ГСК «Москвич»). После открытия станция работала лишь с южным вестибюлем, северный вестибюль станции открыт 30 декабря 2016 года. Вблизи располагается закрытая 27 июня 2025 года станция монорельса «Улица Милашенкова».
В июле 2020 года в 200 метрах от выхода № 3 южного вестибюля открылся подземный пешеходный переход под путями Октябрьской железной дороги, соединяющий район Марфино со станцией метро. Изначально были планы соединить его напрямую с вестибюлем метро, но от этой идеи позднее отказались. Начать строить переход изначально планировалось в декабре 2013 года, однако на момент открытия станции в сентябре 2016 года проект перехода ещё даже не прошёл федеральную государственную экспертизу. Строительство предполагалось начать во втором квартале 2018 года, однако положительное заключение главгосэкспертизы было получено лишь в сентябре. Переход имеет длину 189 метров, ширину 6 метров и высоту 2,3 метра, а также 3 выхода, оборудованных лифтами. Выходы располагаются напротив дома № 11 по улице Кашёнкин Луг.

## Конструкция и оформление

3D-изображение, посвящённое произведениям Д. И. Фонвизина — «Правдин»

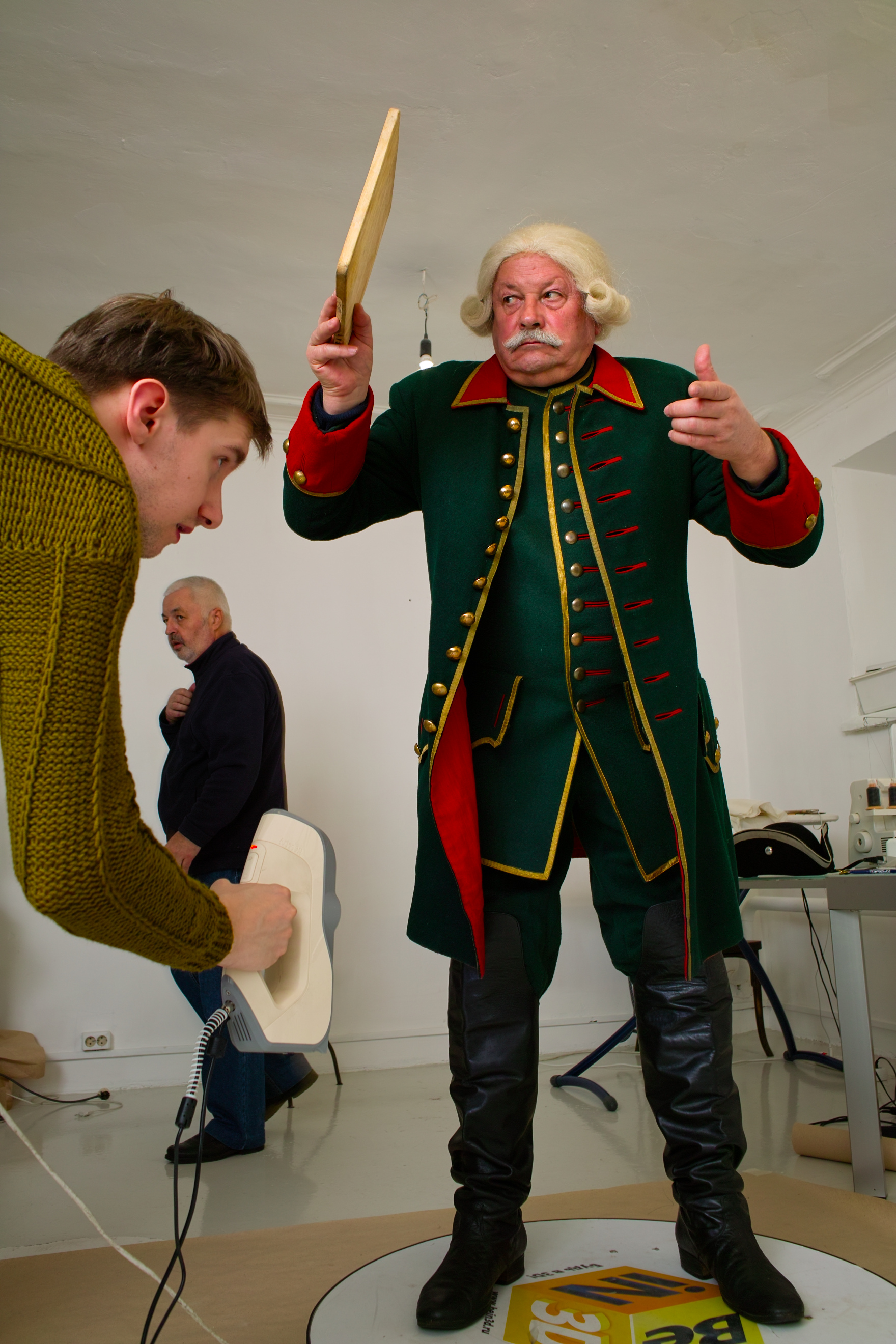
Сканирование Константина Худякова в образе Цыфиркина

Конструкция станции пилонного типа решена по типовому проекту, аналогичному тому, что использовался на «Бутырской», «Окружной» и «Верхних Лихоборах». Пилоны со стороны центрального зала облицованы белым мрамором, а в боковых залах облицованы плитами гранатового амфиболита. Ниши пилонов станции, обращённые в сторону центрального зала, оформлены 28 четырёхметровыми цифровыми трёхмерными панно художника Константина Худякова с изображением персонажей комедии Д. И. Фонвизина «Недоросль». Первое изображение установлено в декабре 2017 года, последнее — в августе 2018. Для создания изображений персонажей комедии использовали 3D-сканирование костюмированных создателей проекта.
Длина платформы в боковых залах — 162 м, в центральном зале — 94,7 м. Радиус центрального зала — 4,4 м, ширина платформы — 19,1 м, ширина пилонов — 3 м, ширина проёмов — 3 м, высота центрального зала — 6.1 м. Путевая стена облицована алюминиевыми панелями.
| - Железнодорожный путь и путевая стена - Указатель с направлением выходов в город - Входной павильон |

## Наземный общественный транспорт
На этой станции можно пересесть на следующие маршруты городского пассажирского транспорта:
- Автобусы: 23, 512, 519, с532, 539, с543, т29